# Dystasia circulata
Dystasia circulata är en skalbaggsart som beskrevs av Francis Polkinghorne Pascoe 1864. Dystasia circulata ingår i släktet Dystasia och familjen långhorningar. Inga underarter finns listade i Catalogue of Life.